# Spisak tomova serije Kralj šamana
Mangu Kralj šamana (енгл. Shaman King) napisao je i ilustrovao Hirojuki Takei. Prvobitno se objavljivala u nedeljnom časopisu Weekly Shōnen Jump od 1998. do 2004. godine, kada je iznenada ukinuta. Izdavačka kuća Shueisha je sakupila sva indiviudalna poglavlja i objavila ih u 32 toma (tkzv. tankōbon), s tim da je kasnije urađena nova, kanzenban verzija koja je sadržala nova poglavlja i pravi kraj. Manga je od tada imala mnoge nastavke.

## Spisak tomova

### (1998–2004)
| - 001. "" (幽霊と踊る男 ") - 002. "" (待つ侍 ") - 003. "" (未看板 ") - 004. "" (ソウル・ボクシング! ") - 005. "" (侍ボディーガード ") - 006. "" (もう一人のシャーマン ") - 007. "" (") - 008. "" (憑依100 ") - Dodatak: "" |

| - 009. "" (シャーマンキング ") - 010. "" (おシャマなシャーマン ") - 011. "" (シャーマンライフ ") - 012. "" (カンフーマスター ") - 013. "" (屍人形 ") - 014. "" (走れまん太 ") - 015. "" (パイロン怒りの一発 ") - 016. "" (クチヨセ ") - 017. "" (パイロン導弾道への道 ") |

| - 018. "" (ベスト プレイストレッカー) - 019. "" (因縁の600年 ") - 020. "" (強襲トカゲロウ ") - 021. "" (春に降る雨 ") - 022. "" (オレたちの竜さん ") - 023. "" (トカゲロウブルース ") - 024. "" (憑依合体トカゲロウ ") - 025. "" (竜の恩返し ") - 026. "" (開幕を告げる星 ") |

| - 027. "" (新たなる闘い ") - 028. "" (シルバ·スタイル ") - 029. "Over Soul" - 030. "" (あいつのトーテムポール ") - 031. "" (ゲット ア オラクルベル ") - 032. "" (パッチの教え ") - 033. "" (ホロホロ) - 034. "" (コロロの力 ") - 035. "" (夢がホロホロ ") |

| - 036. "" (強い刀強い霊 ") - 037. "" (決着 ") - 038. "" (風呂と星空 ") - 039. "" (骨のある奴 ") - 040. "" (腹を割って話そう ") - 041. "" - 042. "n" (挑発医師 ") - 043. "" (葉について ") - 044. "" (白い恋人 ") - Dodatak: |

| - 045. "" (ファウスト·ラブ ") - 046. "" (そんな勇気 ") - 047. "" (6月の別れ ") - 048. "" (男二人出雲旅 ") - 049. "The “Happy Place” Doctrine" (ベストプレイス論 ") - 050. "" (たま地獄 ") - 051. "" (よう ") - 052. "" (進化 ") - 053. "" (2人のビッグソウル ") |

| - 054. "" (スローガン ") - 055. "" (再会墓苑 ") - 056. "" (ユルい奴 ") - 057. "" (ソウル摩多霊園 ") - 058. "" (巫力と霊力 ") - 059. "" (無理しない ") - 060. "?" (なぜ ") - 061. "" (開会式前 ") - 062. "" (蓮について ") - Dodatak: - Dodatak: |

| - 063. "" (無理じゃない ") - 064. "" (開会式へ ") - 065. "" (炎の夜 ") - 066. "" (夕焼けの経 ") - 067. "" (さまよえる蒼い霊魂 ") - 068. "" (への ") - 069. "" (対 円 ") - 070. "" - 071. "" (男二人〜オレ達の必殺技〜 ") - Dodatak: "" |

| - 072. "" (男二人〜オレ達のコンビネーシヨン〜 ") - 073. "" (蘇る娘娘道士 ") - 074. "" (何故不死身道円 ") - 075. "" (オーバーソウル大道王 ") - 076. "" (道の終焉 ") - 077. "" (シャーマンの旅へ ") - 078. "" (未来王を名乗る ") - 079. "" (パッチエアライン ") - 080. "" (スカイ·ハイ ") - Dodatak: 3000 |

| - 081. "" (ルート66ターボ ") - Reincarnation 082. "" (滅びの伝承歌-500年の記憶 ") - 083. "" (滅ぼせし者は未来に ") - 084. "" (リリララの死 ") - 085. "" (野望の炎 ") - 086. "" (ダウジングレボリューション ") - 087. "" (リゼルグ リベンジャー ") - 088. "" (郷愁のビッグベン ") - 089. "" (ハオの面影を持つ者 ") - Dodatak: |

| - 090. "" (星からの悪い知らせ ") - 091. "" (歯車のかみあう時 ") - 092. "" (ホロホロ物語 第一週 ") - 093. "" (ホロホロ物語 第ニ週 ") - 094. "" (ホロホロ物語 第三週 ") - 095. "" (フィーリング メサ·ヴェルデデ 5vs5") - 096. "" (血とリーゼント ") - 097. "" (ウルトラリーゼントにヨロシク ") - 098. "" (悲しみキネテジー ") - Dodatak: " |

| - 099. "" (串刺し伝説 ") - 100. "" (持霊百鬼夜行 ") - 101. "" (メラ根性 ") - 102. "" (メラメラ根性 ") - 103. "" (天使のピストル ") - 104. "" (ほほえみジャッジメント ") - 105. "" (おかみ降臨 ") - 106. "" (麻倉の嫁 ") - 107. "" (ビルの恩返し ") |

| - 108. "" (56億年の記億 ") - 109. "" (選手村 ") - 110. "" (成立マイチーム ") - 111. "" (LとFの行方 ") - 112. "" (イン トーキョー ") - 113. "" (ファイッ ") - 114. "" (黒いジャガー ") - 115. "" (男トペヨーテ ") - 116. "" (チョコラブのクリスマス ") |

| - 117. "" (じじいの名はオロナ ") - 118. "" (笑いの風 ") - 119. "" (スローガン2 ") - 120. "" (控え室は元·旅館 ") - 121. "" (正義X ") - 122. "" (んなことナイルズ ") - 123. "" (罪とX ") - 124. "" (法☆リィ ガール ") - 125. "" (拷問姫〜なまいきアイアンメイデン〜 ") - Dodatak: |

| - 126. "" (ふんばれふんばり温泉チーム ") - 127. "" (北プライド ") - 128. "" (アルバム阿弥陀丸 ") - 129. "" (あなたとならどこまでも ") - 130. "" (ファウストアルバム ") - 131. "" (奥様は悪魔 ") - 132. "" (竜の華 ") - 133. "" (葉力 ") - 134. "" (もうひとふんばり大後光刃 ") |

| - 135. "" (連突 ") - 136. "" (楽園 ") - 137. "" (炎上エンジェル ") - 138. "" (正義に一番必要なもの ") - 139. "" (永遠メイデン ") - 140. "" (すじ ") - 141. "" (あいつはオイラの ") - 142. "Oh, Brother!!" (ブラザーよ ") - 143. "" (孫 ") |

| - 144. "" (伝授許可権 ") - 145. "" (幹久タイフーン ") - 146. "" (スーパー ") - 147. "" (修験 "Shugen") - 148. "" (B·B·Qパーティー ") - 149. "" (☆激突 ") - 150. "" (巫門遁甲 ") - 151. "" (永遠にサヨナラ ") - 152. "" (巫力値シークレット ") |

| - 153. "" (あの日の蓮はもういない ") - 154. "" (なにサマー ") - 155. "" (私の条件 ") - 156. "" (すまん ") - 157. "" (ありがとう ") - 158. "" - 159. "" (たんたんたぬきの千畳敷です ") - 160. "" (蘇える仮面 ") - 161. "" (泣く仮面 ") |

| - 162. "" (プロローグ ") - 163. "" (恐山 ") - 164. "" (恐山 ") - 165. "" (恐山 ") - 166. "" (恐山 ") - 167. "" (恐山 ") - 168. "" (恐山 ") - 169. "" (恐山 ") - 170. "" (恐山 ") |

| - 171. "" (恐山 ") - 172. "" (恐山 ") - 173. "" (恐山 ") - 174. "" (恐山 ") - 175. "" (恐山 ") - 176. "" (恐山 ") - 177. "" (エピローグ ) - 178. "" (エピローグ 2 2) - 179. "" (エピローグ 2 禊 ) |

| - 180. "" (エピローグ 2 ファーストキッシュ ) - 181. "" (エピローグ 3 3) - 182. "" (エピローグ - 馬鹿 ) - 183. "" (エピローグ - 勇気 ) - 184. "" (エピローグ - 王者 ) - 185. "" (エピローグ - 勝利 ) - 186. "" (エピローグ 4 4) - 187. "" (エピローグ 4 - ボーイ E) - 188. "" (エピローグ - フェアリーテール ) |

| - 189. "" (エピローグ 5 5) - 190. "" (エピローグ 5 - 第三勢力 ) - 191. "" (エピローグ 5 - 喜劇 ) - 192. "" (エピローグ 5 - もう一廻り ) - 193. "" (エピローグ 5 - 穴 ) - 194. "" (エピローグ 5 - コミューン ) - 195. "" (エピローグ 5 - 試練 ) - 196. "" (エピローグ 5 - 全員集合 前編 ) - 197. "" (エピローグ 5 - 全員集合 後編 ) |

| - 198. "" (エピローグ 5 - 友情 ) - 199. "" (エピローグ 5 - 止 ) - 200. "" (エピローグ 5 - め Epirōgu 5 - Me) - 201. "" (エピローグ 5 - る! ) - 202. "" (エピローグ 5 - 禁断のフィンランド ) - 203. "" (エピローグ 5 - インディオのカ ) - 204. "" (エピローグ 5 - インインディオ ) - 205. "" (エピローグ 5 - パスカル・アバフ ) - 206. "" (エピローグ 5 - 決着だ! ) |

| - 207. "" (エピローグ 5 - 笑いの風 ) - 208. "" (") - 209. "" (復帰か ") - 210. "" (ふりだして ") - 211. "" (アブねー!マルコ隊長 ") - 212. "" (壊滅 ") - 213. "" (·天使 ", "") - 214. "" (卒業 ") - 215. "" (豪胆マン ", "") |

| - 216. "" (罠パイオニア ", "") - 217. "" (逆転葬らむ ", "") - 218. (スーパーカーだ ", "") - 219. "" (サミット ") - 220. "" (必勝 ", "") - 221. "" (泥中の蓮 ") - 222. "" (仏の種類 ", "") - 223. "" (中庸ということ ", "") - 224. "" (不自負 ", "") |

| - 225. " (無糖 ") - 226. "" (息クール ", "") - 227. "" (ニポポテクンペ ", "") - 228. "" (芝居 ") - 229. " (") - 230. "" (母さん ") - 231. "" (壊滅カウントダウン ") - 232. "" (宇宙作戦X ") - 233. "" (兄の鼻 ") |

| - 234. "" (地獄めぐりあい ") - 235. "" (ご先祖さまで ") - 236. "" (お盆ではないけれど ", "") - 237. "" (供養したっていいんじゃないッ? ", "") - 238. "" (あくまで中立 ") - 239. "" (大試練 ") - Dodatna kratka priča: "" (エキゾチカ ") - Dodatna kratka priča, drugi deo: |

| - 240. "" (地獄はなればなれ ", "") - 241. "" (いい女 ") - 242. "" (アヴェ·マルコ ") - 243. "" (夢の終わり ") - 244. "" (それは本気さ ") - 245. "" (負けられねえ奴 ") - 246. "" (甦れ ", "") - 247. "" (敵意 ") - 248. "" (天使なんかじゃない ") - Dodatak: "" (きもだあし ") |

| - 249. "" (くたばれSF ", "") - 250. "" (黒雛 ") - 251. "" (双葉 ") - 252. "" (感情移入する ", "") - 253. "" (あの日 ") - 254. "" (白黒 ", "") - 255. "" (自然の力 ") - 256. "" (大精霊と運命と ") - 257. "" (決着 ", "") - Dodatak: |

| - 258. "" (非日常さん ") - 259. "" (その場所 ") - 260. "" (悪い女 ") - 261. "" (最初で最後の ") - 262. "" (ライハイト·シーン ") - 263. "" (丑の刻参ラー輝子 ", "") - 264. "" (キング誕生 ", "") - 265. "" (シルバスタイル2 ", "") - 266. "" (プラント ") - Dodatak: |

| - 267. "" (砂漠のナマリ ", "") - 268. "" (砂漠捌き ", "") - 269. "" (少ない巫力で勝つ ", "") - 270. "" (雨降って ", "") - 271. "" (重い扉, "") - 272. "" (パッチソング, "") - 273. "" (天使がくれたキセキ, "") - 274. "" (不様だな, "") - 275. "" (巫力値を割り出す, "") - Dodatak: |

| - 276. "" (現在値を言う ) - 277. "" (プラネタリウム ) - 278. "" (マイクパフォーマンス ") - 279. "" (怖い事 ", "") - 280. "" (いつかの詩 ", "") - 281. "" (今までずっと ", "") - 282. "" (牛 ") - 283. "" (とりあえず ") - 284. "" (おやすみ ") - 285. "" (夢のあと ") - Dodatak: "" - - 01. "" (ふんばりの詩第一話「プロローグ」 ", "") - 02. "" (ふんばりの詩第二話「伝説の戦士」 ", "'") - 03. "" (ふんばりの詩第三話「迷子」 ", "") - 04. " (ふんばりの詩 第四話「がんばる人」 ", "") - 05. "" (ふんばりの詩 第五話「ふんばりの詩」 ", "") |

#### Dodata poglavlja uizdanju (2008–2009)
U kanzenban izdanju je prisutno trinaest novih poglavlja (287-300), s tim da su originalna poglavlja 265-266 izmenjena, i izbačeno je originalno 285. poglavlje. 
- 265. "" (悪の正体 "")
- 266. "" (真実の正義 "")
- 287. "" (グッドモーニング ムー大陸 "")
- 288. "" (フォーリンダム子 "")
- 289. "" (インビジブルジュリーン "")
- 290. "" (猫は寂しい人間(ひと)になつく "")
- 291. "" (憎めニクロム さもなくば俺は倒れん "")
- 292. "" (ど根性豆の木 "")
- 293. "" (風の真価 "")
- 294. ""
- 295. "" (夢のあと "")
- 296. "" (パッチとの遭遇 "")
- 297. "" (シャーマンキング  "")
- 298. "" (シャーマンキング  "")
- 299. "" (シャーマンキング  "S")
- 300. ""

### (2011–2014)
Desetog novembra 2011. godine, u Jump X-u, objavljena je kratka priča (one-shot) pod nazivom Zero stories koja predstavlja prednastavak (prequel) “Kralja šamana” i bavi se prošlostima samih likova.Važno je napomenuti da Zero-u prethodi kratka priča od 33 strane zvana Mappa Douji koja je bila u sklopu fenbuka i objašnjava Haovo detinjstvo i povezuje se sa, odnosno prethodi, šestom i sedmom poglavlju iz Zero-a.Dva toma Shaman King Zero-a objavljena su 10. maja 2012. godine i 19. januara 2015. godine.
| Бр. | Првобитни датум издања | Првобитни         | Датум издања на енглеском | на енглеском      |
| --- | ---------------------- | ----------------- | ------------------------- | ----------------- |
| 1   | 10. мај 2012.          | 978-4-08-879312-2 | 13. октобар 2020.         | 978-1-64659-374-3 |
| 2   | 19. јануар 2015.       | 978-4-08-890071-1 | 20. октобар 2020.         | 978-1-64659-624-9 |

### (2012–2014)
je u prvom izdanju Zero-a takođe objavila da će manga dobiti nastavak, Shaman King Flowers (“Cveće Kralja šamana”)  koji će se baviti Hanom Asakurom i njegovim avanturama. Nastavak je počeo da se objavljuje 10. aprila 2012, i zajedno sa Zero stories, završen je 10. oktobra 2014. godine kada je magazin prestao sa radom.Flowers manga je izdata i u šest tankōbon toma u periodu između 10. avgusta 2012. i 19. decembra 2014.
| Бр. | Првобитни датум издања | Првобитни         | Датум издања на енглеском | на енглеском      |
| --- | ---------------------- | ----------------- | ------------------------- | ----------------- |
| 1   | 10. август 2012.       | 978-4-08-879414-3 | 20. октобар 2020.         | 978-1-64659-375-0 |
| 2   | 10. децембар 2012.     | 978-4-08-879493-8 | 27. октобар 2020.         | 978-1-64659-629-4 |
| 3   | 10. мај 2013.          | 978-4-08-879556-0 | 3. новембар 2020.         | 978-1-64659-689-8 |
| 4   | 10. октобар 2013.      | 978-4-08-879660-4 | 10. новембар 2020.        | 978-1-64659-803-8 |
| 5   | 9. мај 2014.           | 978-4-08-879794-6 | 8. децембар 2020.         | 978-1-64659-929-5 |
| 6   | 19. децембар 2014.     | 978-4-08-879895-0 | 22. децембар 2020.        | 978-1-64659-930-1 |

### (2018–2024)
Nastavak Flowers-a pod nazivom  (“Kralj šamana: super zvezda”) je 17. aprila 2018. imao prolog od tri poglavlja, pa je sama manga počela da se objavljuje 17. maja iste godine, s tim da je prvi tankōbon izdat 15. novembra. U periodu od decembra 2018. i juna 2019. godine, manga se nije izdavala. Drugi tom je objavljen 16. avgusta 2019. godine, a kada je 17. decembra 2019. godine objavljen treći tom,  rečeno je da se manga privodi kraju.
| Бр. | Првобитни датум издања | Првобитни                                | Датум издања на енглеском | на енглеском      |
| --- | ---------------------- | ---------------------------------------- | ------------------------- | ----------------- |
| 1   | 15. новембар 2018.     | 978-4-06-513666-9 978-4-06-514052-9 (SI) | 1. децембар 2020.         | 978-1-64659-376-7 |
| 2   | 16. август 2019.       | 978-4-06-516899-8                        | 15. децембар 2020.        | 978-1-64659-645-4 |
| 3   | 17. децембар 2019.     | 978-4-06-517995-6                        | 22. децембар 2020.        | 978-1-64659-695-9 |
| 4   | 17. јун 2020.          | 978-4-06-519788-2                        | 29. децембар 2020.        | 978-1-64659-812-0 |
| 5   | 17. фебруар 2021.      | 978-4-06-521391-9                        | 6. јул 2021.              | 978-1-63699-216-7 |
| 6   | 17. август 2022.       | 978-4-06-528879-5                        | 14. март 2023.            | 978-1-68491-982-6 |
| 7   | 14. јул 2023.          | 978-4-06-532407-3                        | 31. октобар 2023.         | 979-8-88933-200-8 |
| 8   | 15. децембар 2023.     | 978-4-06-534188-9                        | 4. јун 2024.              | 979-8-88933-562-7 |
| 9   | 8. новембар 2024.      | 978-4-06-537397-2                        | 11. март 2025.            | 979-8-89478-431-1 |
| 10  | 8. јануар 2025.        | 978-4-06-538076-5                        | —                         | —                 |

### (2018–2020)
Dodatna priča-manga (spin-off) pod nazivom  (“Kralj šamana: crveno-grimizni”) koju je napisao Takei, ali ilustrovao Džet Kusamura, 15. juna 2018. godine je objavljena u časopisu Magazine Edge, i prati Tao porodicu tokom Flowers i The Super Star nastavaka. Prvi od četiri tankōbon toma je objavljen 15. novembra iste godine. Manga se nije izdavala u periodu između januara i maja 2019. godine, a završena je 17. januara 2020. godine. Poslednji, četvrti tankōbon tom ove mange izdat je 17. marta 2020. godine.
| Бр. | Првобитни датум издања | Првобитни         | Датум издања на енглеском | на енглеском      |
| --- | ---------------------- | ----------------- | ------------------------- | ----------------- |
| 1   | 15. новембар 2018.     | 978-4-06-514052-9 | 27. октобар 2020.         | 978-1-64659-377-4 |
| 2   | 16. август 2019.       | 978-4-06-516219-4 | 3. новембар 2020.         | 978-1-64659-657-7 |
| 3   | 15. новембар 2019.     | 978-4-06-517765-5 | 17. новембар 2020.        | 978-1-64659-713-0 |
| 4   | 17. март 2020.         | 978-4-06-518896-5 | 24. новембар 2020.        | 978-1-64659-818-2 |

### (2020–2022)
Sedamnaestog aprila 2020. godine, Kusamura je započeo novu spin-off mangu pod nazivom Shaman King: Marcos (マルコス, Marukosu) koja je isto povezana sa nastavcima i bavi potragom za Markom, kapetanom grupe X-Laws. Manga se završila 17. juna 2022. godine. Prvi tom je izdat 17. avgusta 2020. godine, a poslednji peti tom će izaći 17. avgusta 2022. godine.
| Бр. | Првобитни датум издања | Првобитни         | Датум издања на енглеском | на енглеском      |
| --- | ---------------------- | ----------------- | ------------------------- | ----------------- |
| 1   | 17. август 2020.       | 978-4-06-520630-0 | 9. март 2021.             | 978-1-64659-996-7 |
| 2   | 17. март 2021.         | 978-4-06-522326-0 | 13. јул 2021.             | 978-1-63699-224-2 |
| 3   | 15. октобар 2021.      | 978-4-06-525390-8 | 15. фебруар 2022.         | 978-1636996165    |
| 4   | 17. март 2022.         | 978-4-06-527244-2 | 20. септембар 2022.       | 978-1-68491-450-0 |
| 5   | 17. август 2022.       | 978-4-06-528880-1 | 18. април 2023.           | 978-1-68491-892-8 |

Još jedan  je od 1. decembra 2020. godine počeo da se izdaje u magazinu . Mangu ilustruje Kjo Nuesava, i za razliku od prethodnih naslova, Shaman King & a garden spada u šođo žanr. Priča prati članove Haovog tima, Hana-Gumi. Završena je 2. maja 2022. godine. Prvi tom je objavljen 15. aprila 2021., a poslednji 17. avgusta 2022. godine.
| Бр. | Првобитни датум издања | Првобитни         | Датум издања на енглеском | на енглеском      |
| --- | ---------------------- | ----------------- | ------------------------- | ----------------- |
| 1   | 15. април 2021.        | 978-4-06-523040-4 | 14. децембар 2021.        | 978-1-63-699512-0 |
| 2   | 17. август 2021.       | 978-4-06-524527-9 | 11. јануар 2022.          | 978-1-63-699555-7 |
| 3   | 17. март 2022.         | 978-4-06-526624-3 | 27. септембар 2022.       | 978-1-68-491461-6 |
| 4   | 17. август 2022.       | 978-4-06-528929-7 | 31. јануар 2023.          | 978-1-68-491667-2 |

### (2021–2022)
Još jedan  je od 10. jula 2021. godine počeo da se izdaje u magazinu . Mangu je ilustrovala Aja Tanaka. Priča prati prošlost Fausta, i bazirana je na istoimenom romanu koji je napisala Kakeru Kobaširi. Manga se završila 25. juna 2022. godine. Prvi tom izdat je 15. oktobra 2021., a treći i poslednji tom 17. avgusta 2022. godine.
| - 01. (愛しのエリザ ") - 02. (恋人同士 ") - 03. (結婚式の夜 ") |

| - 04. (地下室 ") - 05. (手術中 ") - 06. (実験 ") |

| - 07. (あの夜の記憶 ") - 08. (儀式 ") - 09. (蘇生 ") - (エピローグ ") - (あとがき ") |